# Eremophila glabra
Eremophila glabra là một loài thực vật có hoa trong họ Huyền sâm. Loài này được (R.Br.) Ostenf. mô tả khoa học đầu tiên năm 1921.